# Сможанка (притока Головчанки)
Сможанка — річка в Україні у Стрийському районі Львівської області. Ліва притока річки Головчанки (басейн Дністра).

## Опис
Довжина річки приблизно 3,82 км, найкоротша відстань між витоком і гирлом — 3,01  км, коефіцієнт звивистості річки — 1,27 . Формується багатьма струмками.

## Розташування
Бере початок на північно-східних схилах гори Острий (1003,4 м). Тече переважно на південний схід через село Головецько і впадає у річку Головчанку, ліву притоку річки Опору.